# Bársonyhomlokú csuszka
A bársonyhomlokú csuszka (Sitta frontalis) a verébalakúak (Passeriformes) rendjébe, ezen belül a csuszkafélék (Sittidae) családjába tartozó faj.
A magyar név forrással nincs megerősítve.

## Előfordulása
Banglades, Bhután, Brunei, Kambodzsa, Kína, India, Indonézia, Laosz, Malajzia, Mianmar, Nepál, a Fülöp-szigetek, Srí Lanka, Thaiföld és Vietnám  területén honos. A természetes élőhelye szubtrópusi és trópusi síkvidéki és hegyi esőerdők, száraz erdők, mangroveerdők és mocsári erdők, valamint ültetvények.

## Alfajai
- Sitta frontalis corralipes (Sharpe, 1888)
- Sitta frontalis frontalis Swainson, 1820
- Sitta frontalis palawana
- Sitta frontalis saturatior E. J. O. Hartert, 1902
- Sitta frontalis velata

## Megjelenése
Testtömege 12-13 gramm.

## Életmódja
|  |